# Józef Doliński (1892–1916)
Józef Doliński (ur. 17 marca 1892 w Sądowej Wiszni, zm. 5 lipca 1916 pod Kościuchnówką) – plutonowy Legionów Polskich, działacz niepodległościowy, kawaler Orderu Virtuti Militari.

## Życiorys
Urodził się 17 marca 1892 w Sądowej Wiszni, w ówczesnym powiecie mościskim Królestwa Galicji i Lodomerii, w rodzinie Franciszka i Marii z Tarnawskich. Był starszym bratem Kazimierza (ur. 1900), legionisty, sierżanta Wojska Polskiego, odznaczonego Krzyżem Niepodległości.
W 1904, po ukończeniu szkoły powszechnej w rodzinnym mieście, rozpoczął naukę w c. k. Gimnazjum z wykładowym językiem polskim w Przemyślu. W 1911 zakończył naukę w klasie VIIIa, zdał egzamin maturalny i rozpoczął studia na Wydziale Prawa Uniwersytetu Franciszkańskiego we Lwowie. Na trzecim roku przerwał studia lub nie zdał egzaminu. Od 1911 był założycielem i komendantem Polskiej Drużyny Strzeleckiej w Sądowej Wiszni.
6 sierpnia 1914 wstąpił do Legionów Polskich. Służbę pełnił początkowo w kompanii kadrowej, a następnie został wyznaczony na stanowisko zastępcy komendanta plutonu w 3 kompanii 5 pułku piechoty. Wziął udział we wszystkich bitwach. 1 października 1915 prowadząc pluton do kontrataku pod Stowygorożem przyczynił się do odbicia baterii armat. Poległ 5 lipca 1916 w bitwie pod Kostiuchnowką. Został trafiony dwiema kulami w czoło i pierś, gdy na czele II plutonu biegł do kontrataku na wzgórze 195,4 „Polska Góra”. Pochowany na polu bitwy. Był kawalerem, nie miał dzieci.

## Ordery i odznaczenia
- Krzyż Srebrny Orderu Wojskowego Virtuti Militari nr 6515 – pośmiertnie, 17 maja 1922[13][8][14]
- Krzyż Niepodległości – pośmiertnie, 19 grudnia 1930 „za pracę w dziele odzyskania niepodległości”[15][8]
- Odznaka „Za wierną służbę” – pośmiertnie[9]
- Srebrny Medal Waleczności 1 klasy[9]